# اضطراب الشخصية السادية
اضطراب الشخصية السادية يوصف على أنه اضطراب الشخصية التي تنطوي على السادية وقد ظهرت في ملحق الطبعة الثالثة من الدليل التشخيصي والإحصائي للاضطرابات العقلية

## تعريف السادية
تعني السادية اكتساب المتعة من رؤية الآخرين يقاسون الألم أو عدم الراحة. وتتميز شخصيات الساديين بالقسوة والعدوان المتكرر. كما يمكن ان تشمل السادية استخدم القسوة العاطفية، والتلاعب بالآخرين وذلك من خلال استخدام التخويف والعنف. في حين يستمتع بعض أفراد السادية في تعريض الآخرين للألم والمعاناة، والسادية لا تعني دائما الاعتداء الجسدي أو العنف. ففي كثير من الأحيان، يعبر أفراد السادية عن السلوكيات الاجتماعية العدوانية والتمتع بإهانةالاخرين من أجل الشعور بالقوة أو السيطرة أو حماية النظام.

## الاعتلال المشترك مع اضطرابات الشخصية الأخرى
كثيرا ما وجد أن اضطراب الشخصية السادية يمكن أن يحدث بانسجام مع الاضطرابات الأخرى. وفي الواقع، قد وجدت الدراسات أن اضطراب الشخصية السادية هو اضطراب في الشخصية وفقا لأعلى مستوى من الاعتلال المشترك لأنواع أخرى من الاضطرابات النفسية. إضافة إلى ذلك، تم العثور على السادية في المرضى الذين لم يتعرضوا لأشكال أخرى من الاضطرابات السيكوباتية. اضطراب الشخصية الواحدة هو اضطراب في السلوك وكثيرا ما وجد أنه يحدث جنبا إلى جنب مع اضطراب الشخصية السادية، وهو لا يحدث للكبار فحسب بل وأيضاً قد يحدث في إحدى مراحل الطفولة والمراهقة. كما وجدت في بعض الاحيان اضطرابات الشخصية المعادية للمجتمع والشخصية النرجسية في الأفراد الذين شُخّصوا باضطراب الشخصية السادية. وكثيراً ما تم تشخيص اضطرابات أخرى مع اضطراب الشخصية السادية مثل الاضطراب الوجداني الثنائي القطب واضطرابات الهلع والاكتئاب واضطراب الشخصية الحدّية واضطراب الشخصية الهستيرية واضطراب الوسواس القهري واضطراب الشخصية الانهزامية والسلوك السلبي العدواني. كما وجدت الدراسات أنواع أخرى من الأمراض، مثل المدمنين على الكحول، يكون لديهم نسبة عالية من الاعتلال المشترك مع اضطراب الشخصية السادية.
وبسبب مستوى عال من الاعتلال المشترك مع اضطرابات أخرى، وجد الباحثون صعوبة في التمييز بين اضطراب الشخصية السادية والأشكال الأخرى من اضطراب الشخصية. في حين أن اضطراب الشخصية السادية نفسها لم تعد مدرجة في الدليل التشخيصي والإحصائي للاضطرابات النفسية (DSM)، وجزئيا لهذا السبب هناك أنواع أخرى من الاضطرابات التي تنطوي على السادية، مثل السادية الجنسية، لا تزال موجودة في الدليل التشخيصي والإحصائي للاضطرابات النفسية (DSM) كالشذوذ الجنسي.

## البيئة العائلية / خبرات الطفولة واضطراب الشخصية السادية
عادة ما تشير معظم هذه النظريات إلى حقيقة السادية التي تعتمد أساسا على تنشئة الفرد. وعلى الرغم من أن الجوانب البيولوجية والبيئية المعروفة في مساهمتها في تطوير هذا الاضطراب السلوكي، كانت أقل الأدلة المتوفرة حول البيئة أو الأسباب الوراثية. وكما وجد اضطراب الشخصية السادية في كثير من الأحيان في الذكور أكثر من الإناث. بالإضافة إلى ذلك، قد اقترحت الدراسات أن البيئة الاسرية لها دور في تطور الشخصية السادية. وعلى وجه التحديد فالأشخاص المصابين باضطراب الشخصية السادية كثير من الأحيان يكون لديهم أقارب مصابون بأحد انوع الاضطراب النفسي أيضا.
ويعتقد أن التجارب السلبية خلال مرحلة الطفولة أو النمو الجنسي في المراحل المبكرة قد تكون أحد العوامل الرئيسية التي تُسهم في تنمية شخصية السادية لدى الفرد. كما لوحظ أن السادية أو شخصية السادية يمكن أن تتطور أيضا في الفرد من خلال الاشراط. على سبيل المثال، التواصل المستمر مع مثير محدد كالمتعة الجنسية أو الاستمتاع بعذاب الاخرين يسبب بما يدعى بالسادية أو السادوماشوسية.

## معايير DSM لاضطراب الشخصية السادية
أ) ثمة نمط من السلوك القاسي والعدواني يبدأ قبل مرحلة البلوغ في وقت مبكر، ويدل على ذلك تكرار حدوث أربعة على الأقل مما يلي:
1. قد يستخدم القوة والقسوة الجسدية والعنف لغرض الهيمنة في العلاقة (ليس لتحقيق أهداف غير شخصية مثل ضرب شخص ما من أجل سرقته أو سرقتها)
2. يهين أو يحط من قدر الناس في وجود الآخرين.
3. قد يجعل شخص ما يتصرف تحت سيطرته بقسوة غير اعتيادية.
4. يشعر بالتسلية والمتعة عندما يرى المعاناة النفسية والجسدية للغير. (بما في ذلك الحيوانات).
5. قد يكذب لغرض إلحاق الأذى والألم للآخرين (ليس لتحقيق هدف محدد).
6. يجعل الناس يفعلون ما يريد عن طريق ارهابهم (وذلك من خلال التخويف أو الترهيب).
7. تقييد استقلالية الناس التي تربطهم به علاقة وثيقة (على سبيل المثال عدم السماح للزوجة بمغادرة المنزل بدون صحبة أو الابنة في سن المراهقة حضور المناسبات الاجتماعية).
8. الهوس بالعنف والأسلحة وفنون الدفاع عن النفس والجروح، أو التعذيب.

ب) لايوجه هذا السلوك نحو شخص واحد فقط (على سبيل المثال: الزوج أوالطفل) وايضاً لا يكون فقط لغرض الاثارة الجنسية (كما في السادية الجنسية).

## إزالة اضطراب السادية من دليل التشخيص والإحصاء للاضطرابات العقلية DSM
قدم العديد من المنظّرين والأطباء اضطراب الشخصية السادية إلى DSM في عام 1954 كوسيلة لتسهيل المزيد من الدراسة السريرية المنظمة والبحوث.وقد اقترح ادراجها في DSM فقط لأن الأشخاص البالغين الذين لديهم سمات الشخصية السادية ولكن لم يوصفوا بالسادية على الرغم من تشخيص ضحاياهم باضطراب الشخصية الانهزامية.
وكان هناك العديد من المخاوف بشأن التباس التشّخيصات التي تمت الموافقة على ممارستها سريرياُ والتي لم يوافق عليها. لذلك تمت إزالة اضطراب الشخصية السادية DSM من دليل التشخيص والإحصاء للاضطرابات العقلية DSM وذلك بسبب قلة الدراسات حول هذا الموضوع ولان كثيراً من الناس لم يحصلوا على العلاج.
أوجدت DSM مجموعات محددة وكان الجزء الأكبر منها يضم مرتكبي الجرائم الجنسية والسفاحين لذلك لايعتبر هذا التشخيص مفيداً. ولهذا السببب أراد المنظّرين مثل تيودور ميون إجراء مزيداً من الدراسات حول اضطراب المعالجة الحسية SPD، وكذلك اقترحه لـ DSM في مجموعة عمل اضطراب الشخصية الذين رفضوا ذلك. ولأنها لم تكن مدرجة في DSM-IV أو DSM-5، قد قيل أن نماذج السادية ثلاثية الأبعاد ملائمة أكثر من SPD.
ويعتبر اضطراب السادية الجنسية شذوذاً وقد أُدرج في DSM-5 على هذا النحو. وتعرّف السادية الجنسية بأنها «اللذة الجنسية المتكررة والعنيفة لإلحاق المعاناة الجسدية والنفسية لشخص آخر، ويتضح ذلك في الاندفاع والسلوكيات.»

## أنواع الساديين لميلون
حدد تيودور ميلون أربعة أنواع فرعية للساديين، وقد يشخص السادي بواحد أو أكثر مما يلي:

### السادي المتفجر (الحدّية)
يعرف هذا النوع من الشخصية السادية بالعنف الذي لا يمكن التنبؤ به وذلك لشعورهم بخيبة الأمل أو الإحباط في حياتهم. وعندما يشعرون بالمهانة أو اليأس، فإنهم يفقدون السيطرة على أنفسهم ويسعون للانتقام من سوء المعاملة أو الانتقاص الذي تعرضوا له.
وتتضح هذه السلوكيات العنيفة من خلال نوبات الغضب والهجمات المخيفة والغضب الذي لا يمكن السيطرة عليه على الآخرين وخاصة أفراد الأسرة. وعموماً يشعر السادي المتفجر في بعض الحالات بالتهديد ويصدم الاخرين بتغيره المفاجئ. فالسادي لا يتصرف بطريقة شرسة أو مشاكسة لذلك فمن المستحيل معرفة متى وما يهيجه. في حين أن العنف الصادر يكون دائماً موجه لشخص ما، فانه يعتبر اساساً افراج عاطفي ووسيلة لتفريغ المشاعر التي يكبتونها داخلهم.

### السادي الإجرامي (العدوانية)
يعد هذا النوع من أكثر أنواع السادية وحشية. ويشبه هذا النوع الفرعي من SPD إلى حد ما السادية المتفجرة ولكنه أكثر منهجية في استخدام العنف والترويع ولا يفعل ذلك بسبب شعوره بالإحباط. وعلاوة على ذلك، يختار الساديين من النوع المستبد ضحاياهم بعناية فائقة ومع ضمان ان من تم اختيارهم لن يقاوموهم، وعموماً الساديين من هذا النوع يكون لديهم تدني في احترام الذات وانعدام الأمن الذين يخفونه عن الاخرين من خلال سحق الاخرين الذين يشعرون بتفوقهم عليهم.

### السادي المسيطر (الوسواسية)
يمكن العثور على الساديين في الرقباء العسكريين وعمداء الجامعات ومشرفي السجن وضباط الشرطة أو الوظائف الرسمية الأخرى وذلك لأنهم في وضع يشعرون معه بأن لديهم الحق في السيطرة ومعاقبة مخالفي القواعد والأنظمة أو القوانين. وعلى الرغم من اعتقادهم بأنهم يعملون من أجل المصلحة المشتركة إلا أن لديهم دوافع أعمق فهم يسعون بصفة عامة إلى كسر لوائح السلطة في المجال الخاص بهم أو في المجتمع بشكل عام وتنفيذ أشد العقوبات. نادراً ما يعتبر السادي المسيطر كالشرطي أو موظف سجون غير عادل وهذا ما يجعل لديهم حرية كبيرة في السيطرة وايذاء أو تدمير الاخرين. ويمكن ألا تستجيب شخصياتهم لتلك المشاعر التي تدفع تصرفاتهم مجردة بالسادية. ولان هؤلاء الساديين يهيمنون ويعاقبون الاخرين فذلك يجعلهم يشعرون بالارتياح والقوة وتعزيز التصور الذاتي الخاص بهم وزيادة الانا الخاصة بهم. وهذا يمكن ان يطلق العنان لسلوكهم ويعميهم عن الواقع، وعادة يكون ذلك دون جذب أي انتباه سلبي ضدهم لأنهم عادة ما يتصرفون في مواقف حياتهم اليومية ضمن إطار السلطة القانونية لممارسة سلطتهم.

### السادي ضعيف الشخصية (التجنبية)
الساديين ضعفاء الشخصية هم عكس الثلاثة أنواع الأخرى وذلك كونهم غير امنين ويتصرفون كالجبناء. وكما انهم يترقبون أي مصدر خطر ثم يهاجمون اولاً وبالتالي يأملون ان يحبطون خصومهم ويسألون الاسئلة لاحقاً. في حين ان الساديين يخشون اشياء كثيرة فعندما يواجهون حالة من الذعر فانهم يواجهون اعدائهم عن طريق القيام بالاشياء التي يخشونها. فالساديين ضعفاء الشخصية يستخدمون العدوانية لارسال رسالة للآخرين انهم لم يتعرضوا للترهيب أو الخوف، وبالتالي فانهم يسمحون لانفسهم بالسيطرة على مشاعرهم الداخلية وهذا ما يساعدهم على اظهار العكس. ويمكن ان يكون سلوكهم من المرهوبات ومما يتيح لهم السيطرة على مخاوفهم ويعمل على اقناع الاخرين مع الشعور الزائف بالثقة والثقة بالنفس. وأيضا يسعى الساديون لضعفاء الشخصية ككبش فداء ليمكنوا أنفسهم من إهانتهم حول الأشياء التي يحاولون نفيها في أنفسهم.

## شخصية السادية فيعلم النفس الإكلينيكي
هناك اهتمام متجدد في دراسة السادية بوصفها سمة شخصية لغير المختلين. وتنضم السادية إلى الاضطراب العقلي تحت السريري والنرجسية والميكافيليزم لتشكيل مايسمى بـ «رباعيات الظلام» للشخصية.

## أنظر إلى
- اضطراب الشخصية السلبية العدوانية